# Рінсюмагест
Рінсюмагест (нід. Rinsumageest, фриз. Rinsumageast) — село в нідерландській провінції Фрисландія. Входить до муніципалітету Дантюмадел. Його населення станом на 2017 рік складало 965 осіб.